# Anationalismus

Flagge Anationalimus

Anationalismus (Esperanto sennaciismo) ist ein Begriff, der unter Benutzern des Esperanto entstanden ist. Er bezeichnet kosmopolitische Vorstellungen, die mehrere oder alle der folgenden Strömungen und Ideen verbinden:
- radikaler Antinationalismus
- Universalismus
- eine „eine-Welt“-Orientierung
- Akzeptanz der historischen Entwicklungstendenz hin zu weltweiter sprachlicher Vereinheitlichung, bzw. in einigen Fällen sogar ein Bestreben, diese zu beschleunigen
- die Notwendigkeit politischer Aufklärung und Organisierung des Weltproletariats im Sinne dieser Vorstellungen
- die Nützlichkeit des Esperanto als Instrument solcher Aufklärung

Obwohl er im Anationalen Weltbund (Sennacieca Asocio Tutmonda, abgekürzt SAT) entstanden ist, wird der Anationalismus nicht durch SAT als offizielle Ideologie vertreten. Die SAT hat eine anationalistische Fraktion, ist selbst aber nur anational organisiert.

## Geschichte

### Vorgeschichte
Anationalistische Ideen keimten zuerst in der Böhmischen Arbeiteresperantisten-Föderation auf, als diese bereits vor dem Ersten Weltkrieg einen Plan für eine „Internationale Arbeiteresperantisten-Föderation“ vorstellte. Von diesen Ideen, die wegen des Krieges Auftrieb gewonnen hatten, waren die Gründer von SAT 1921 durchdrungen. Sie sind eindeutig in Lantis zuerst unter dem Pseudonym „Sennaciulo“ erschienenem kleinem Werk For la Neŭtralismon! vorhanden.
Die ersten Anhänger von SAT betrachteten den Anationalismus oft als Dachideologie des SAT und nannten sich gern „Nationslose“. Doch deckte der Begriff „Anationalismus“ bis zur Veröffentlichung des von Lanti verfassten Manifesto de la Sennaciistoj ziemlich unterschiedliche Vorstellungen ab. Für viele SAT-Mitglieder, die sich damals zum Anationalismus bekannten, bedeutete dieser manchmal „(proletarischer) Internationalismus plus Esperanto“ oder auch manchmal eine Version des Zamenhofschen Homaranismus für Arbeiter.
Ein Vergleich des von Elsudo (Koltschinski) geschriebenen und bei SAT erschienenen ABC de Sennaciismo mit dem Manifesto de la Sennaciistoj zeigt, welch große Kluft zwischen verschiedenen Anationalismus-Konzepten bestehen kann. Elsudo definiert SAT in seinem Werk ganz eindeutig als „Bewegung für den Anationalismus“. Anlässlich der in den 30er Jahren stattgefundenen Spaltung hielt Drezen SAT nicht einfach „Anationalismus“ vor, also etwas, das Kommunisten in SAT bis dahin (nach ihrem eigenen Verständnis) unterstützt hatten, sondern „Anationalismus der Marke Lanti“.
Nach und nach wurde das Anationalismus-Verständnis durch Artikel von Eŭgeno Lanti in den Organen des SAT formuliert.

### Die genauere Ausformulierung
1928 veröffentlichte Lanti eine Broschüre La Laborista Esperantismo („Der Arbeiter-Esperantismus“), in der er ein ganzes Kapitel der Bestimmung des neuen Begriffs widmete. Bis dahin war die anationalistische Tendenz in der parteienunabhängigen Organisation SAT nicht auf Widerstand gestoßen. 1929 kam es aber in SAT zu einer Krise, und der Anationalismus wurde in den Händen der Oppositionellen das Standardargument, das dem Angriff auf die Verbandsführung diente.
Die Opposition behauptete, dass der Anationalismus den Imperialismus begünstige und deshalb „konterrevolutionär“ sei. Der plötzliche und unerwartete Angriff bewegte Lanti 1931 dazu, eine Broschüre in 3000 Exemplaren anonym herauszubringen: Manifesto de la Sennaciistoj, das hinterher in mehrere Sprachen übersetzt wurde und in einer Auflage von 2000 Exemplaren auf Französisch erschien.
In diesem Manifest wurde der Anationalismus folgendermaßen definiert: „Charakteristisch für den Anationalismus ist hauptsächlich seine Anerkennung der riesigen Rolle, die die künstliche Schöpfung in der Welt spielt. Die Fähigkeit dazu hat den Menschen zum König über alle anderen Lebewesen gemacht. Der Mensch passt die Natur seinen eigenen Bedürfnissen an, während das Tier sich der Natur anpassen muß. Darum leugnen die Anationalisten nicht, welche große Kraft dem Willen des Menschen innewohnt. Sie wissen zweifelsfrei, dass er sich nicht von seinem Gewicht befreien kann, oder aus seinem eigenen Schatten springen kann. Trotzdem ist der begrenzte Handlungsspielraum des Menschen einigermaßen groß. Sein Wille kann also große Werke vollbringen. Deshalb glauben wir, dass die schicksalhaften Gesetze der Geschichte nur relativ sind.“
Das folgende Zitat aus demselben Werk, das das Verständnis der neuen Lehre schärft, hat seinerzeit Vorwürfe der stalinistischen Internationalisten eingebracht, da es sich eindeutig der damals herrschenden Theorie vom „Aufbau des Sozialismus in einem Land“ entgegenstellt: „Die Anationalisten bekämpfen alles Nationale: nationale Sprachen und Kulturen, nationale Sitten und Traditionen. Für sie ist Esperanto die Hauptsprache, während sie die nationalen Sprachen nur als Hilfssprachen betrachten. Sie verweigern sich jedwedem nationalen Kampf, und erkennen als notwendig und vorteilhaft für die ausgebeutete Klasse nur den Klassenkampf an, der mit dem Ziel geführt wird, die Klassen, die Nationalitäten und jegliche Ausbeutung zu beseitigen.“
Da diese Doktrin auf Widerstand im SAT stieß, fanden sich die Anationalisten zu einer Fraktion zusammen, die unabhängig von der von ihnen dennoch eifrig unterstützten Organisation war. Sie begannen, das Sennaciista Bulteno mehr oder weniger regelmäßig herauszugeben.

### Nach Lantis Tod
Nach Lantis Tod 1947 und dem Neuanfang von SAT nach dem Krieg richteten die Anationalisten ihre SAT-Fraktion 1948 unter dem Vorsitz von R. Roberts erneut auf. Anationalistische SAT-Mitglieder besorgten und finanzierten zwei Neuauflagen des Manifesto de la Sennaciistoj (1951 und 1971) sowie verschiedene Schriften von Lanti über den Anationalismus.
1978 verabschiedete der SAT-Kongress in Lectoure gegen die Einwände der Anationalisten eine Resolution, die unter anderem erklärte: „Die Bewahrung ethnischer Sprache und Kultur ist mit dem Kampf um eine neue Gesellschaftsordnung verbunden, und deshalb ein Bestandteil des allgemeinen Strebens der SAT-Anhänger nach Gerechtigkeit und individueller Freiheit.“
Während der 80er Jahre, zur Zeit als T. Burnelle Sekretär der Anationalistischen Fraktion war, wurde eine Erklärung über den Anationalismus beschlossen, die den Kampf der Anationalisten gegen Nationalismus und für ein allgemeines individuelles Recht auf Selbstbestimmung, das ein individuelles Recht auf identitäre Selbstbestimmung mit einschließt, hervorhob. Die Fraktion betätigte sich zunächst weiter, war aber auch in den 80er und 90er Jahren zeitweise inaktiv, obgleich die Debatte über den Anationalismus in den Spalten des Sennaciulo weitergeführt wurde.

### Anationalismus heute
Auf dem SAT-Kongress in Nagykanizsa (Ungarn) 2001 wurde die Anationalistische Fraktion wiederhergestellt, und zwar infolge des wieder angewachsenen Interesses am Anationalismus und an verwandte Themen, das sich schon vorher durch die Gründung der Mailingliste „Sennaciismo“ gezeigt hatte. Während der Neugründungsversammlung wurde eine Erklärung über den Anationalismus beschlossen, die eine revidierte Fassung der vorherigen Erklärung war.
Die gegenwärtig aktiven Anationalisten der Anationalistischen Fraktion kultivieren und entwickeln die universalistischen und (radikal) antinationalistischen Gedanken, die auch frühere Formulierungen des Anationalismus prägten. Sie orientieren sich weniger streng als vorangegangene Generationen am Anationalismus Lantis, und sie streben auch nicht nach einer einheitlichen Lehre. Einige Mitglieder der Fraktion treten Ideologien entgegen, die in der Esperanto-Bewegung in den vergangenen Jahrzehnten sehr viel Einfluss gewonnen haben: Ethnismus, Instrumentalisierung des Esperanto für verschiedene Arten von Identitätspolitik, Differentialismus (Ethnopluralismus) und „Sprachenschutz“ (Sprachpurismus).
Auch außerhalb von SAT gibt es Esperantisten, die in verschiedenem Maß anationalistischen Ideen anhängen. Anationalismus wird außerhalb der Gemeinschaft der Esperantosprechenden im Allgemeinen nicht verbreitet. Lanti begründete das im 5. Kapitel von La Laborista Esperantismo mit den Worten: „Anationalismus unter Menschen verschiedener Sprache zu propagieren, wäre genauso töricht wie Analphabeten über Belletristik zu unterrichten“. Allerdings ist von diesem Standpunkt verschiedentlich abgewichen worden, indem nationalsprachliche Übersetzungen des Manifesto de la Sennaciistoj in der Überzeugung herausgebracht wurden, dass sie der Verbreitung des Esperanto dienen würden. Im Übrigen endet das Manifesto mit einem Aufruf an Nicht-Esperantosprechende: „Die Anationalisten rufen die Arbeiter der ganzen Welt auf: Lernt Esperanto! Esperantisten, entnationalisiert Euch!“